# Zing!

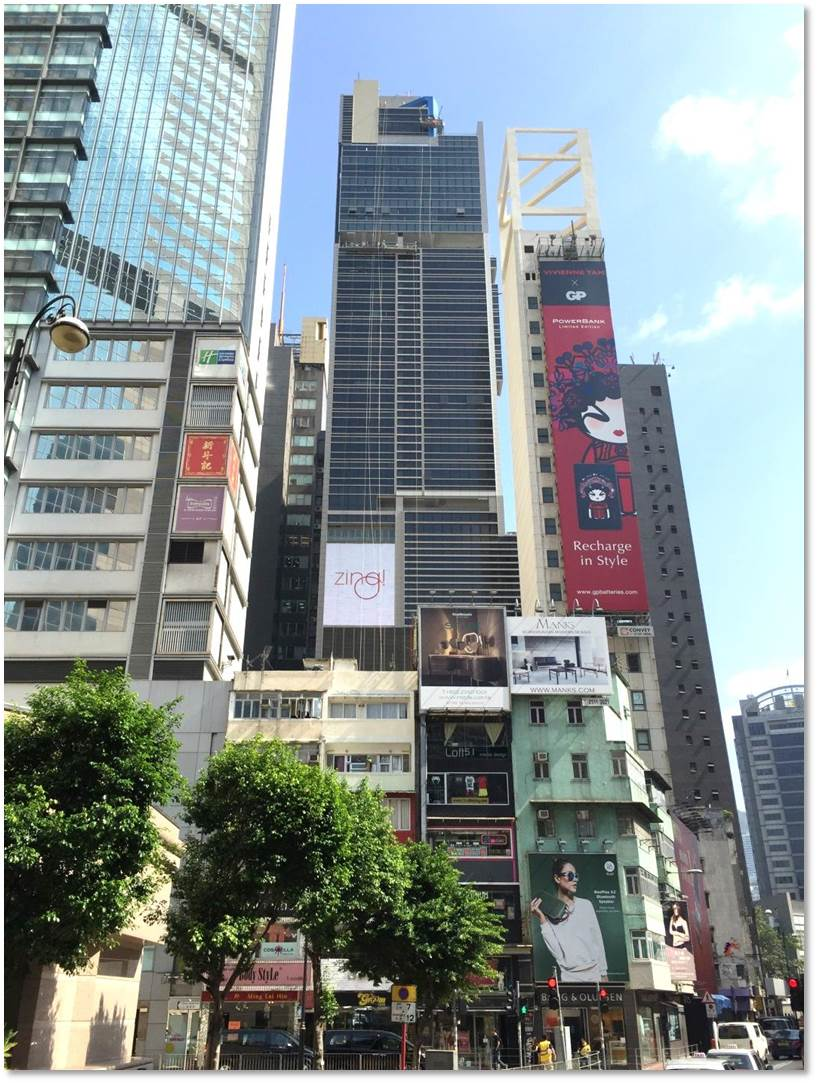
Zing!（圖中後）

Zing!（前稱：Bigfoot Centre）是一幢位於銅鑼灣耀華街38號的銀座式商廈，樓高27層。
2012年6月，張立群以8.58億港元買入Bigfoot Centre，當時地面至8樓為零售層，而9樓至26樓則為寫字樓。2014年，里昂證券亞太恆富資本（香港）以16億港元購入Bigfoot Centre，再重行翻新。翻新後改稱Zing!。
2017年8月，Zing!以21億港元出售。

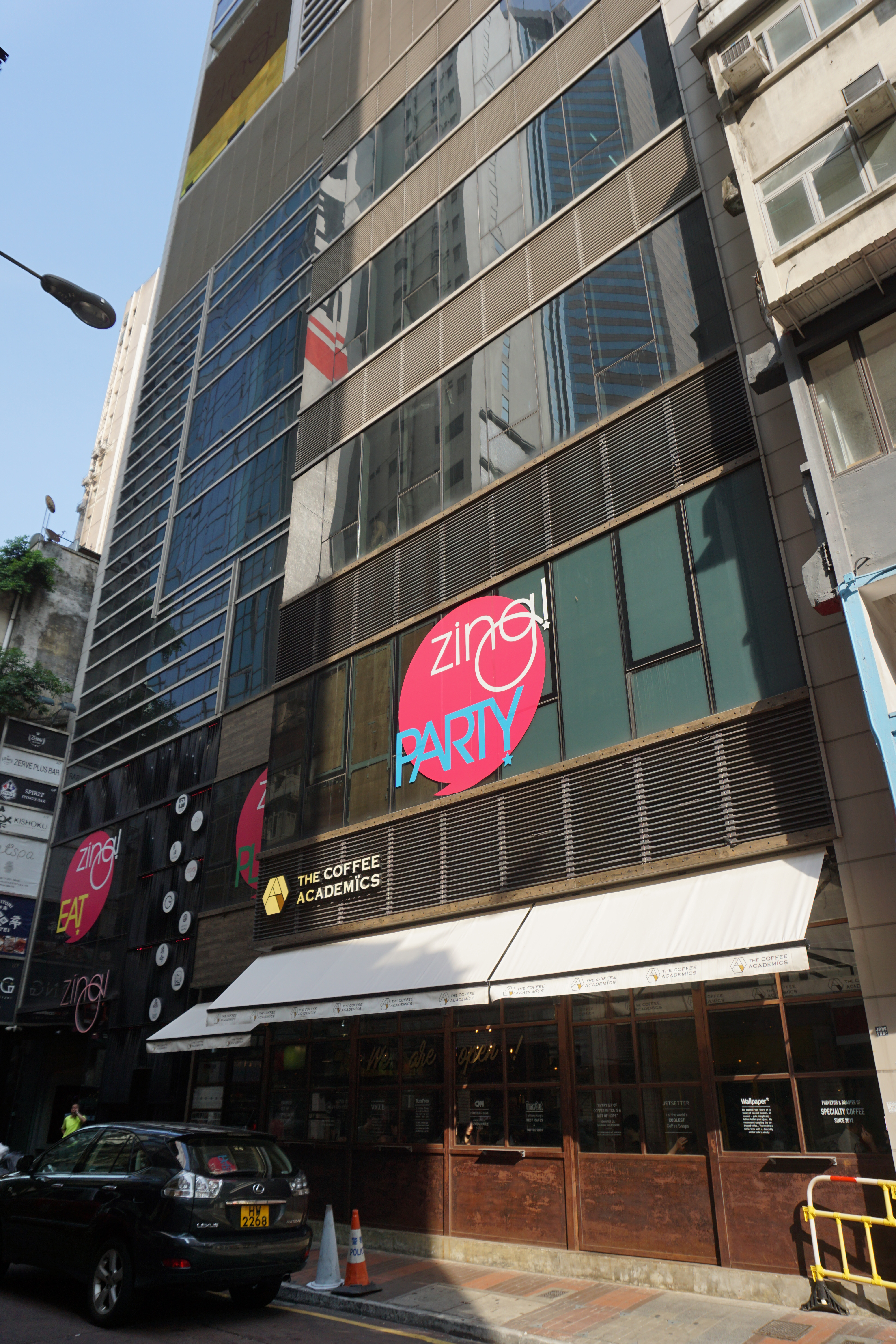
基座